# Live Nation Entertainment
Live Nation Entertainment è una società multinazionale di intrattenimento con sede a Beverly Hills (California), fondata nel 2010 a seguito della fusione di Live Nation e Ticketmaster. La società promuove e gestisce la vendita di biglietti per spettacoli dal vivo a livello internazionale. Possiede e gestisce anche luoghi di intrattenimento e gestisce le carriere degli artisti musicali.

## Storia
Nel 2009, il promotore di eventi Live Nation e la società di vendita biglietti Ticketmaster raggiunsero un accordo di fusione. La nuova società ricevette l'approvazione normativa ed venne nominata Live Nation Entertainment. Michael Rapino, allora CEO di Live Nation, divenne il CEO della nuova società, mentre il CEO di Ticketmaster, Irving Azoff, venne nominato presidente esecutivo.
La fusione venne approvata inizialmente in Norvegia e Turchia. La Commissione della concorrenza del Regno Unito si pronunciò provvisoriamente contro la fusione ma annullò la sua decisione il 22 dicembre 2009.
La fusione venne criticata negli Stati Uniti da alcuni regolatori, artisti, fan e aziende concorrenti, sostenendo che avrebbe ridotto la concorrenza nel settore, aumentando di conseguenza i costi dei biglietti. All'epoca l'artista Bruce Springsteen era un avversario vocale della fusione.
Il 25 gennaio 2010, il Dipartimento di Giustizia degli Stati Uniti approvò la fusione in attesa di determinate condizioni. Ticketmaster dovette vendere la proprietà della sua società di biglietteria automatica, Paciolan e concedere in licenza il suo software ad Anschutz Entertainment Group (AEG), il che gli avrebbe permesso di competere "testa a testa" con Ticketmaster per le imprese. Ad AEG venne data la possibilità dopo cinque anni di acquistare il software, sostituirlo con qualcos'altro o collaborare con un'altra società di biglietteria. Inoltre, Live Nation Entertainment è stata posta sotto un decreto decennale del tribunale che gli proibiva ritorsioni contro rivenditori che scegliessero di accettare contratti di marketplace concorrenti.
Nel giugno 2013, Live Nation è stata accusata di violazione delle leggi sulla salute e la sicurezza dell'Ontario a seguito del crollo del palco durante un concerto dei Radiohead che ha ucciso un membro dello staff. Un'inchiesta del 2019 ha restituito il verdetto di morte accidentale.

### Investimenti e crescita
Nel 2013, la società ha acquisito Voodoo Music & Arts Experience e ha annunciato una joint venture con Insomniac Events, un promotore focalizzato sulla musica dance elettronica. La società ha successivamente acquisito C3 Presents (2014), Bonnaroo Music and Arts Festival (2015) e Founders Entertainment (2016), la società madre del Governors Ball Music Festival. Nell'ottobre 2016, Live Nation Entertainment ha acquistato AC Entertainment, una compagnia musicale di Knoxville e diverse compagnie internazionali. La società ha continuato a investire in festival musicali e promotori nel 2017, acquisendo una partecipazione in BottleRock Napa Valley Music Festival, United Concerts e CT Touring, con sede a Salt Lake City. Nel 2017, Live Nation Entertainment ha registrato ricavi per $ 10,3 miliardi. Nel 2018, la compagnia ha ampliato il proprio segmento di promozione dei concerti acquisendo una quota di maggioranza in diverse società tra cui Frank Productions, Emporium Presents e Red Mountain Entertainment.
Sempre nel 2018, il Dipartimento di Giustizia degli Stati Uniti ha avviato un'indagine a seguito delle denunce di AEG secondo cui Live Nation li ha spinti a utilizzare Ticketmaster e ha intenzionalmente evitato gli atti di prenotazione per le location AEG. Live Nation ha dichiarato che le decisioni relative alla scelta dei luoghi non erano punitive e si basavano invece su dimensioni e gestione.
Nel 2019, la Live Nation Entertainment ha acquisito una quota di maggioranza nella Groot Hospitality, di proprietà di David Grutman, con sede a Miami. Il portfolio comprende la discoteca LIV situata all'interno dello storico Fontainebleau Hotel, aperto nel 2008 come sede dell'annuale Victoria Fashion Secret Show, oltre che ristoranti e locali notturni, tra cui Story (2012), Komodo (2015), Swan & Bar Bevy con Pharrell Williams (2018) e Papi Steak (2019).

## Divisioni operative
Le attività di Live Nation Entertainment riguardano concerti, ticketing, sponsorizzazioni e pubblicità. La compagnia promuove e gestisce eventi di musica dal vivo e gestisce artisti nell'ambito della sua divisione concerti Live Nation Concerts. Il braccio di gestione degli artisti di Live Nation Entertainment, chiamato Artist Nation, è incluso nella divisione concerti e comprende anche Front Line Management e Roc Nation. Live Nation Entertainment possiede e gestisce punti d'interesse per eventi, tra cui la House of Blues. La compagnia vende biglietti per eventi dal vivo tramite Ticketmaster.

## Attività internazionale
Nel 2012, la società ha annunciato una partnership con Creativeman Productions, con sede a Tokyo, in Giappone.
Nell'agosto 2015, Live Nation ha annunciato la formazione di Live Nation Germany, creata in collaborazione con il promotore tedesco Marek Lieberberg. Live Nation Germany avrebbe ottenuto anche la supervisione degli eventi Live Nation in Austria e Svizzera.
Nel marzo 2016, Live Nation ha acquisito Big Concerts International, il principale promotore di concerti in Sudafrica. L'anno seguente, la società ha ottenuto la maggioranza delle partecipazioni nel promotore israeliano Blue Stone Entertainment e nel britannico Cuffe & Taylor.
Nel maggio 2018, Live Nation Entertainment ha acquisito una quota di maggioranza del festival brasiliano Rock in Rio (anche dal precedente stakeholder SFX Entertainment). Il suo fondatore Roberto Medina continua a gestire le operazioni del festival e fornisce consulenza a Live Nation.